# Eumenes pictus
Eumenes pictus är en stekelart som beskrevs av Smith 1857. Eumenes pictus ingår i släktet krukmakargetingar, och familjen Eumenidae. Inga underarter finns listade i Catalogue of Life.